# 奧科蒂洛韋爾斯 (加利福尼亞州)
奧科蒂洛韋爾斯（英語：Ocotillo Wells）是位於美國加利福尼亞州聖地牙哥縣的一個非建制地區。該地的面積和人口皆未知。

## 地理
奧科蒂洛韋爾斯的座標為33°08′40″N 116°08′03″W / 33.14444°N 116.13417°W，而該地的平均海拔高度為289米（即950英尺）。